# Mehrfamilienhaus

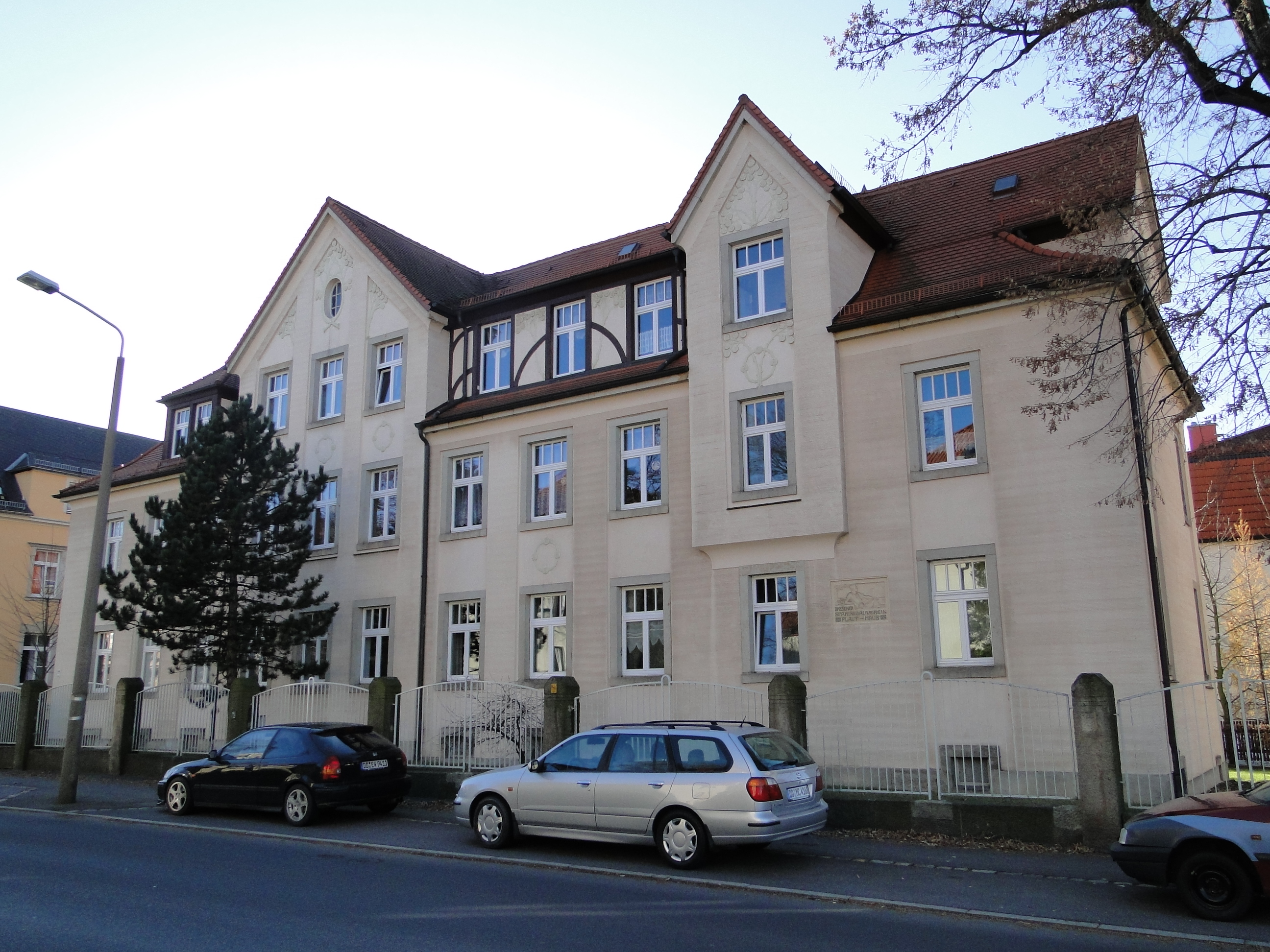
Plauthaus (Doppelwohnhaus Coschützer Straße 54/56) in Dresden, von Schilling & Graebner 1902 für den Dresdner Spar- und Bauverein erbaut

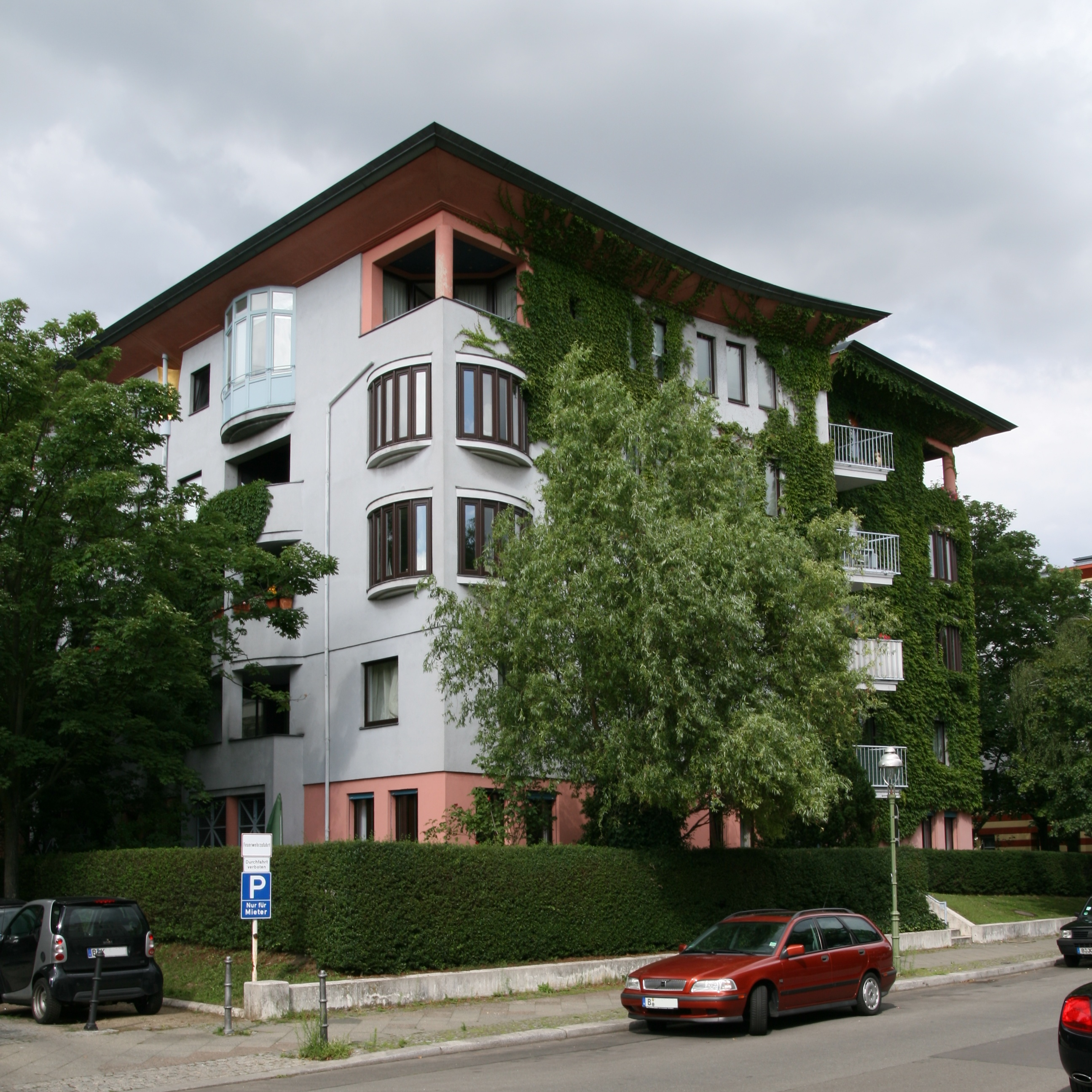
Stadtvilla: Geförderter Sozialbau in der Berliner Rauchstraße, von Hans Hollein für die IBA 1984 entworfen

Ein Mehrfamilienhaus (abgekürzt MFH), auch Mehrfamilienwohnhaus, ist ein Wohngebäude, das für mehrere Familien beziehungsweise Nutzer oder Mietparteien konzipiert ist. Es steht im Gegensatz zum Einfamilienwohnhaus (mit oder ohne Einliegerwohnung).
Die einzelnen Wohnungen eines Mehrfamilienwohnhauses sind auf mehrere Geschosse verteilt. Größere Mehrfamilienwohnhäuser werden zum Geschosswohnungsbau gezählt. Auch bei einer Gruppe von Reihenhäusern, die nicht als Geschosswohnungsbau betrachtet werden, kann es sich um ein Mehrfamilienwohnhaus handeln.
Ein Mehrfamilienwohnhaus und das zugehörige Grundstück können in Deutschland und Österreich nach dem Wohnungseigentumsgesetz unter verschiedenen Eigentümern aufgeteilt sein, in der Schweiz und in Liechtenstein erwerben Stockwerkeigentümer Miteigentumsanteile.
2022 standen in Deutschland 3,3 Millionen Mehrfamilienhäuser. Das waren 52,5 % aller Wohnungen in Wohngebäuden. 13 Millionen waren Einfamilienhäuser (31 % aller Wohnungen) und 3,2 Millionen waren Zweifamilienhäuser (15,2 % aller Wohnungen). Somit waren zwar 83 % aller Wohngebäude in Deutschland Ein- und Zweifamilienhäuser, die Mehrheit der Deutschen wohnte aber in Mehrfamilienhäusern.

## Deutschland

### Stadtvilla
Moderne, meist freistehende, Mehrfamilienhäuser werden in Deutschland als Stadtvilla angepriesen, insbesondere wenn sie in teuren Wohnlagen liegen und gehobene Ausstattung bieten. Beispiele für die Verwendung des Begriffs gibt es seit der Internationalen Bauausstellung 1984 in Berlin, wo es sich um „keine ‚wirklichen‘ Villen, sondern geförderte Sozialbauten“ handelt. Konsequent bezeichnet der Architekturkritiker Falk Jaeger diese Stadtvillen als „unseriöse Bauaufgabe“.

### Mehrfamilienhäuser im deutschen Gebäudebestand
Etwa 31 Prozent der Wohnfläche in Deutschland wird über Mehrfamilienhäuser bereitgestellt. Sie bieten damit nach dem Einfamilienhaus die zweitgrößte Wohnfläche. Die Gebäude stellen dabei etwa 38 Prozent der Wohneinheiten. Die Wohneinheiten zeichnen sich daher im Vergleich zur durchschnittlichen Wohnungsgröße in Deutschland durch eher geringere Wohnungsgrößen aus. Viele der Gebäude wurden in den Jahren 1958–1968 und 1995–2001 erbaut.

## Vereinigte Staaten

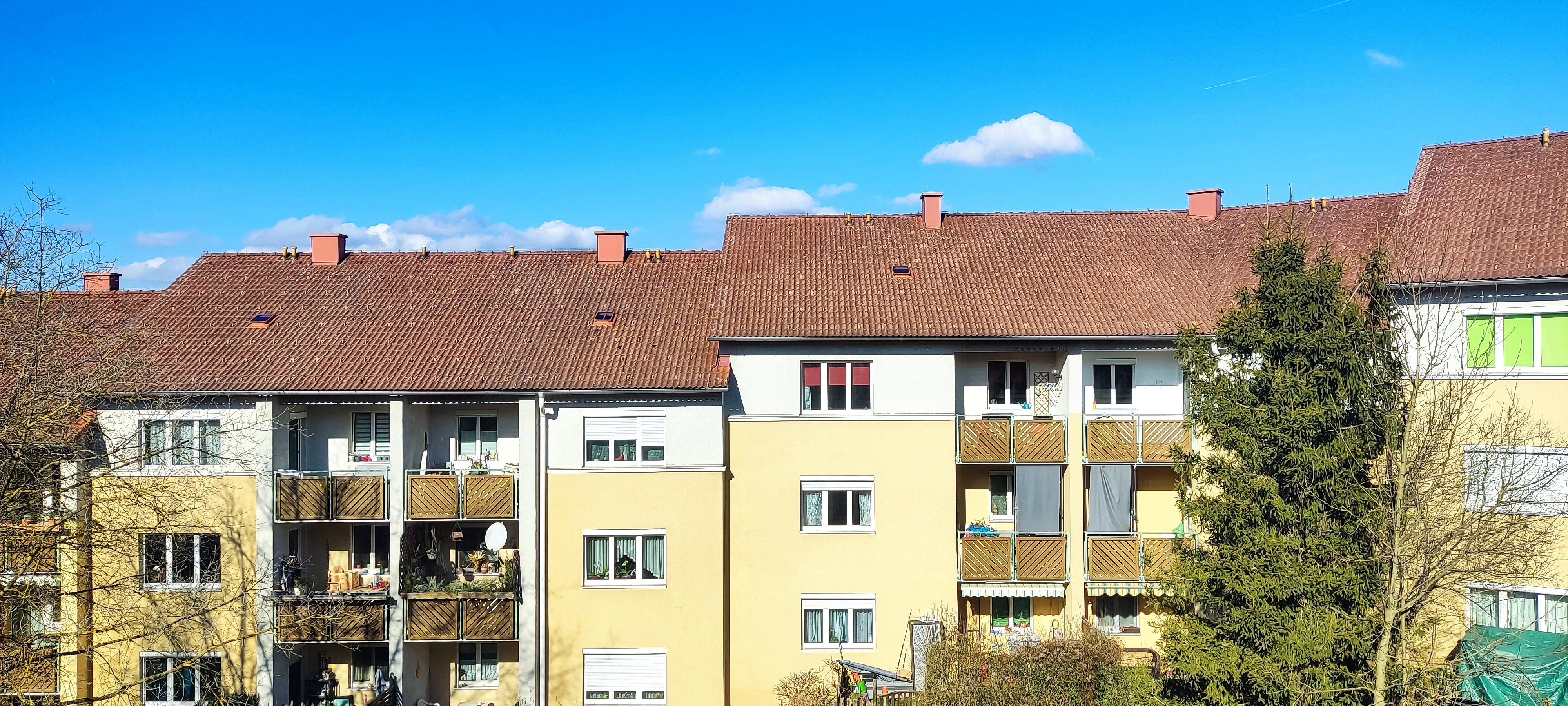
Mehrfamilienhaus in Linz, Österreich von WSG

In den Vereinigten Staaten lebt die Mehrzahl der Bevölkerung in freistehenden Einfamilienhäusern, sodass Mehrfamilienhäuser deutlich weniger verbreitet sind als in den deutschsprachigen Ländern. Bei den Mehrfamilienhäusern besteht in den USA, ebenso wie in Europa, eine große Formenvielfalt, von intimen zweigeschossigen Ensembles, in denen jede Partei ihre eigene Haustür hat, bis hin zu vielgeschossigen Hochhäusern, und von sozialem Wohnungsbau (affordable housing) bis hin luxuriösen Eigentumswohnungskomplexen mit Pförtner, Swimming Pool und Fitnessstudio.

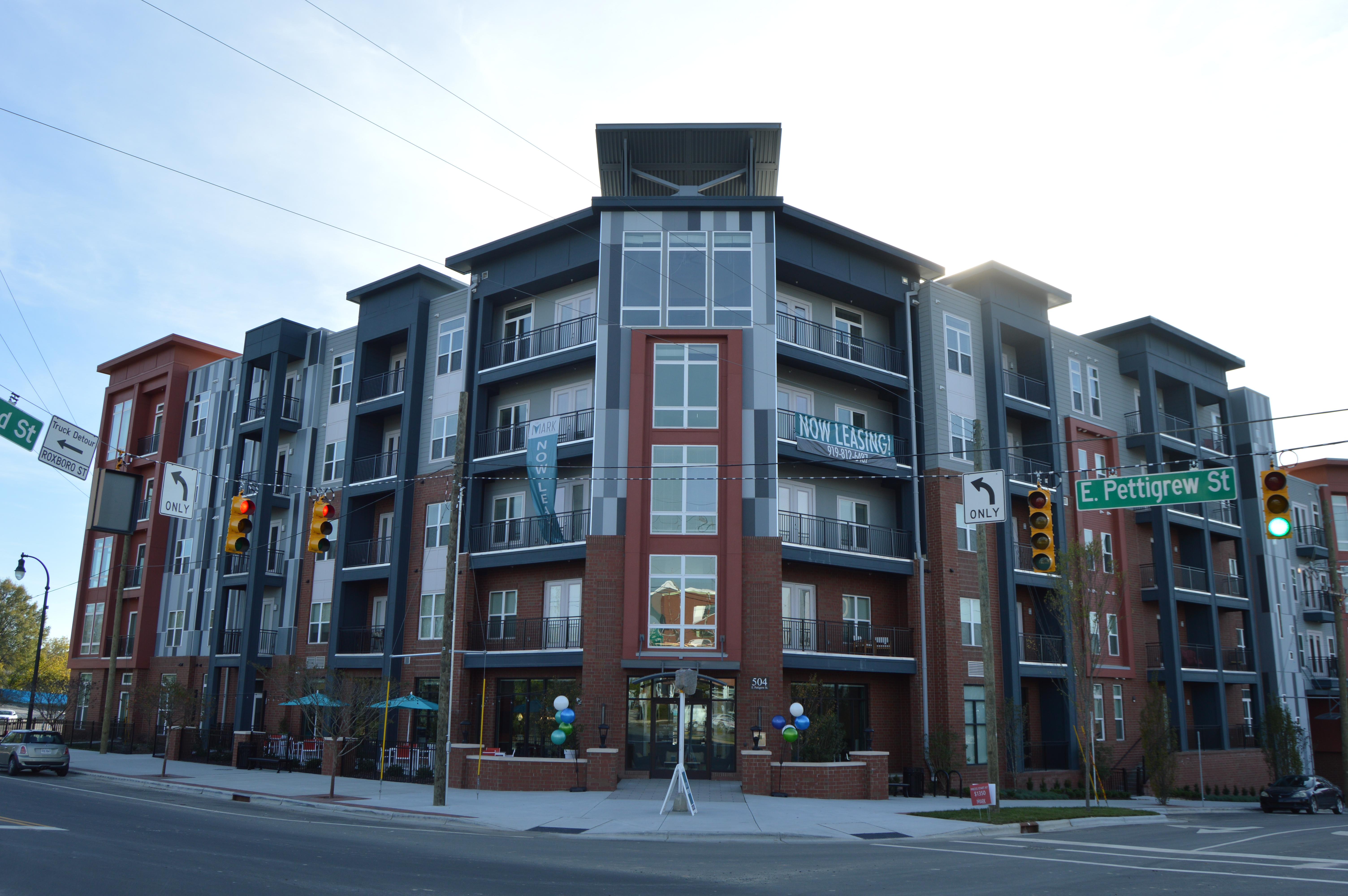
Ein One Plus Five in Durham, North Carolina

Jüngste Besonderheit sind die sogenannten one-plus-five buildings (auch: five-over-one building, podium building, mid-rise stick building), die seit den 2010er Jahren das Stadtbild vieler amerikanischer Innenstädte zu prägen begonnen haben. Es handelt sich um Holzrahmenbauten, die zwischen drei und sieben Etagen hoch sind und meist Mietwohnungen enthalten; das Erdgeschoss kann als Laden- oder auch als Garagenraum konzipiert sein. Das Design der Fassaden ist modern mit rechtwinkligen Formen, oft kräftigen Farben, abwechslungsreicher Materialwahl (Verblendung aus Faserzement, Metall, Putz oder Ziegel); allgemeines Gestaltungsprinzip ist die Vermeidung durchgehender Linien und Flächen. Die Dächer sind flach und haben oft auffällige Überstände, die auf wechselnder Höhe angesetzt sind. Die Gebäudeecken können hervorgehoben und besonders repräsentativ gestaltet sein. Hintergrund der massenhaften Entstehung der One-plus-five-Häuser war eine Novellierung des amerikanischen Baurechts im Jahre 2009, das es seitdem erlaubt, Holzrahmenbauten bis zu fünf Etagen hoch zu errichten, was die Verwendung von schnell wachsendem, weichem Holz, den Einsatz wenig qualifizierter Handwerker und insgesamt sehr preisgünstiges Bauen unterstützt. Der neue Mehrfamilienhaustyp ist wegen der Einförmigkeit des Erscheinungsbildes unter amerikanischen Architekturkritikern stark umstritten.